# Élie Cartan

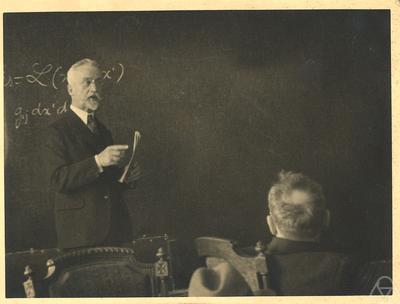
Élie Cartan

Élie Joseph Cartan (ur. 9 kwietnia 1869 w Dolomieu, zm. 6 maja 1951 w Paryżu) – francuski matematyk, autor istotnych prac z zakresu teorii grup Liego, fizyki matematycznej, geometrii różniczkowej i ogólnej teorii grup.

## Życie
Élie Cartan urodził się w Dolomieu w departamencie Savoie. W 1888 rozpoczął w Paryżu studia w École Normale Supérieure. Po uzyskaniu doktoratu w 1894 wykładał w Montpellier i Lyonie, a następnie otrzymał w roku 1903 posadę profesora w Nancy. W 1909 rozpoczął wykłady w Paryżu i otrzymał tam katedrę profesorską w 1912. Przeszedł na emeryturę w 1942.  Od 1937 był członkiem zagranicznym Królewskiej Holenderskiej Akademii Sztuk i Nauk. Zmarł w Paryżu. Jego synem był matematyk francuski Henri Cartan.

## Działalność naukowa
Według opinii samego Cartana, wyrażonej w Notice sur les travaux scientifiques, głównym obszarem jego badań była teoria grup Liego. W początkowym okresie Cartan pracował nad zespolonymi prostymi algebrami Liego, porządkując wcześniejsze dokonania Friedricha Engela i Wilhelma Killinga. W efekcie podzielił proste algebry Liego na cztery główne (nieskończone) rodziny i pięć przypadków szczególnych.
Wprowadził także pojęcie grupy algebraicznej, które rozwinięcia doczekało się dopiero w latach 50. XX wieku.
Cartan jest autorem współczesnej definicji formy różniczkowej dowolnego rzędu i pochodnej zewnętrznej. Pojęcia te pojawiły się w kontekście analizy grup Liego poprzez równania Maurera-Cartana i z czasem zastąpiły mniej ogólny język oparty na układach Pfaffa. Cartan wskazywał, że jego prace w tym zakresie były inspirowane przez idee Charlesa Riquiera dotyczące ogólnej teorii równań różniczkowych cząstkowych.
Na tych podstawach — teorii grup Liego i formalizmie form różniczkowych — oparty jest jego obszerny wkład w matematykę. Idee Cartana, zawarte w 186 pracach publikowanych od 1893 do 1957 roku, (w tym pewne ogólne techniki, takie jak teoria układu ruchomego) w sposób stopniowy przenikały do głównego nurtu badań matematycznych.
W Notice sur les travaux scientifiques Cartan podzielił swoją aktywność na 15 obszarów, które we współczesnej terminologii przedstawiają się następująco:
1. grupy Liego,
2. reprezentacje grup Liego,
3. liczby hiperzespolone, algebry z dzieleniem,
4. układy równań różniczkowych cząstkowych, twierdzenie Cartana-Kählera,
5. teoria równoważności w geometrii różniczkowej,
6. układy całkowalne, teoria przedłużeń oraz układy w inwolucji,
7. grupy nieskończenie wymiarowe i pseudogrupy.
8. geometria różniczkowa i teoria układu ruchomego,
9. przestrzenie z grupą struktury, koneksje, holonomie, tensor Weyla,
10. geometria i topologia grup Liego,
11. geometria Riemanna,
12. symetryczne przestrzenie Riemanna,
13. topologia grup zwartych i ich przestrzeni jednorodnych,
14. niezmienniki całkowe i mechanika klasyczna,
15. ogólna teoria względności, teoria spinorów.

Większość z powyższych zagadnień była inspiracją i przedmiotem badań późniejszych pokoleń matematyków.